# وليام سيلفستر هارلي
وليام سيلفستر هارلي (بالإنجليزية: William S. Harley) (29 ديسمبر 1880 - 18 سبتمبر 1943) أحد مؤسسي شركة هارلي ديفيدسون موتور. ولد في ميلواكي، ويسكنسن عام 1880. حصل على شهادة البكالوريوس في الهندسة الميكانيكية من جامعة ويسكونسن ماديسون عام 1907.
شارك في تأسيس هارلي ديفيدسون مع آرثر ديفيدسون عام 1903 وشغل منصب كبير المهندسين حتى وفاته عام 1943.
كان هارلي نجل رجل من ليتل بورت، كامبريدجشير هاجر إلى الولايات المتحدة.
دفن في مقبرة وضريح الصليب المقدس في ميلواكي وأدخلت دراجته النارية إلى قاعة المشاهير عام 1998.